# Suzanne Bachelard

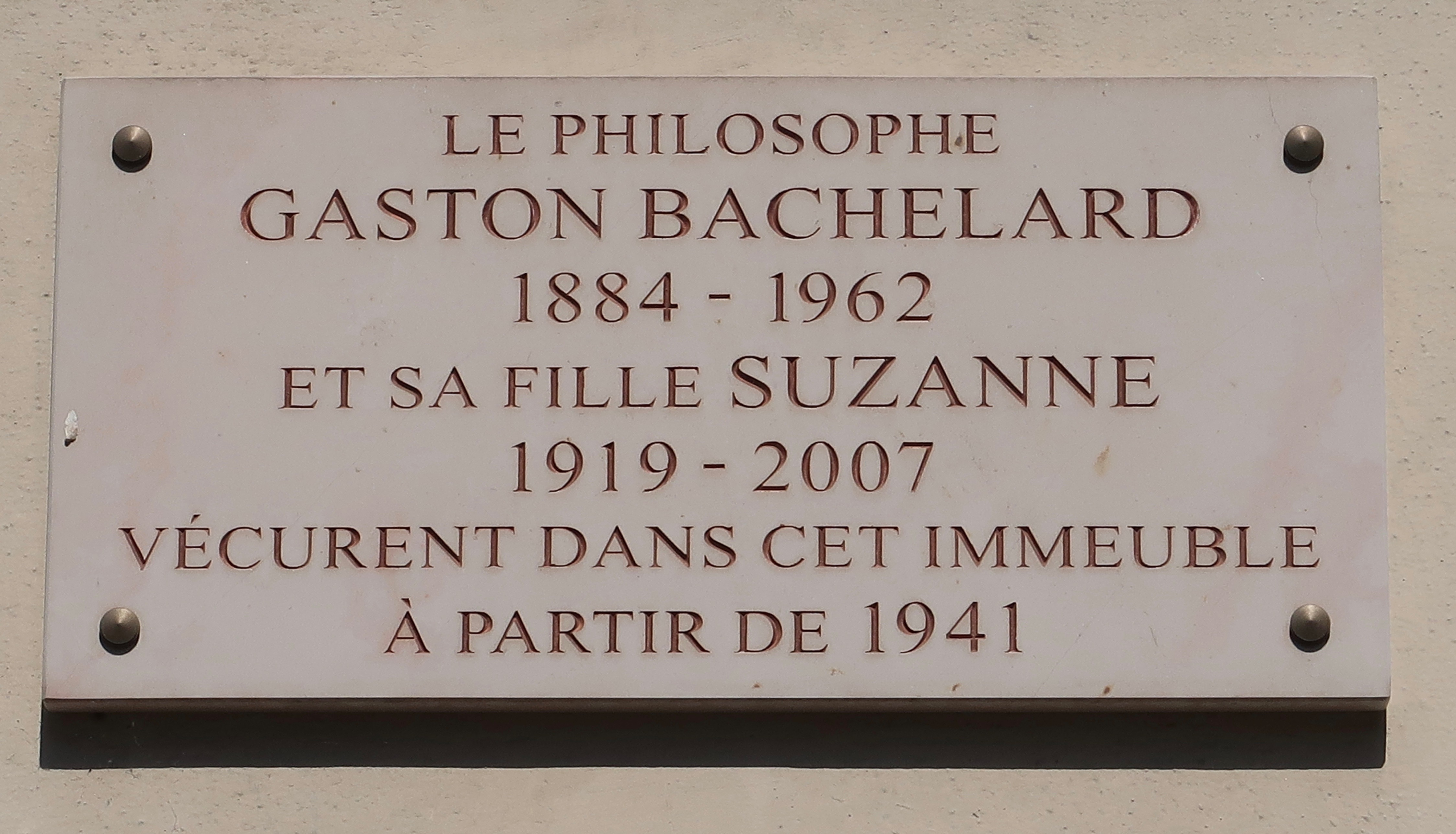
Tablica pamiątkowa 2 rue de la Montagne-Sainte-Geneviève (5. dzielnica Paryża), gdzie Suzanne Bachelard mieszkała z ojcem

Suzanne Bachelard (ur. 18 października 1919 w Voigny, zm. 3 listopada 2007 w Paryżu) − francuska filozof i nauczyciel akademicka, córka filozofa Gastona Bachelarda.
W 1958 roku opublikowała książkę La conscience de la rationalité. Nauczała na Sorbonie w Paryżu, gdzie była także asystentką Jacques’a Derridy. Jako pierwsza przetłumaczyła na język francuski dzieło Husserla Logika formalna i logika transcendentalna.